# Бањол ле Бен
Бањол ле Бен (фр. Bagnols-les-Bains) насеље је и општина у јужној Француској у региону Лангдок-Русијон, у департману Лозер која припада префектури Манд.
По подацима из 2011. године у општини је живело 233 становника, а густина насељености је износила 97,08 становника/km². Општина се простире на површини од 2,40 km². Налази се на средњој надморској висини од 913 метара (максималној 1.145 m, а минималној 898 m).

## Демографија
| 1962. | 1968. | 1975. | 1982. | 1990. | 1999. | 2011. |
| ----- | ----- | ----- | ----- | ----- | ----- | ----- |
| 232   | 208   | 216   | 240   | 200   | 243   | 233   |

График промене броја становника у току последњих година